# Distrikt Baabda
Der Distrikt Baabda (arabisch قضاء بعبدا, DMG Qaḍāʾ Baʿabdā) ist ein Verwaltungsbezirk im Gouvernement Libanonberg der Republik Libanon und liegt südöstlich der Hauptstadt Beirut. Das Gebiet ist auch als „Distrikt Südmatn“ (المتن الجنوبي), als Abgrenzung zum Distrikt Nordmatn, (المتن الشمالي). Die Bezirkshauptstadt ist Baabda.

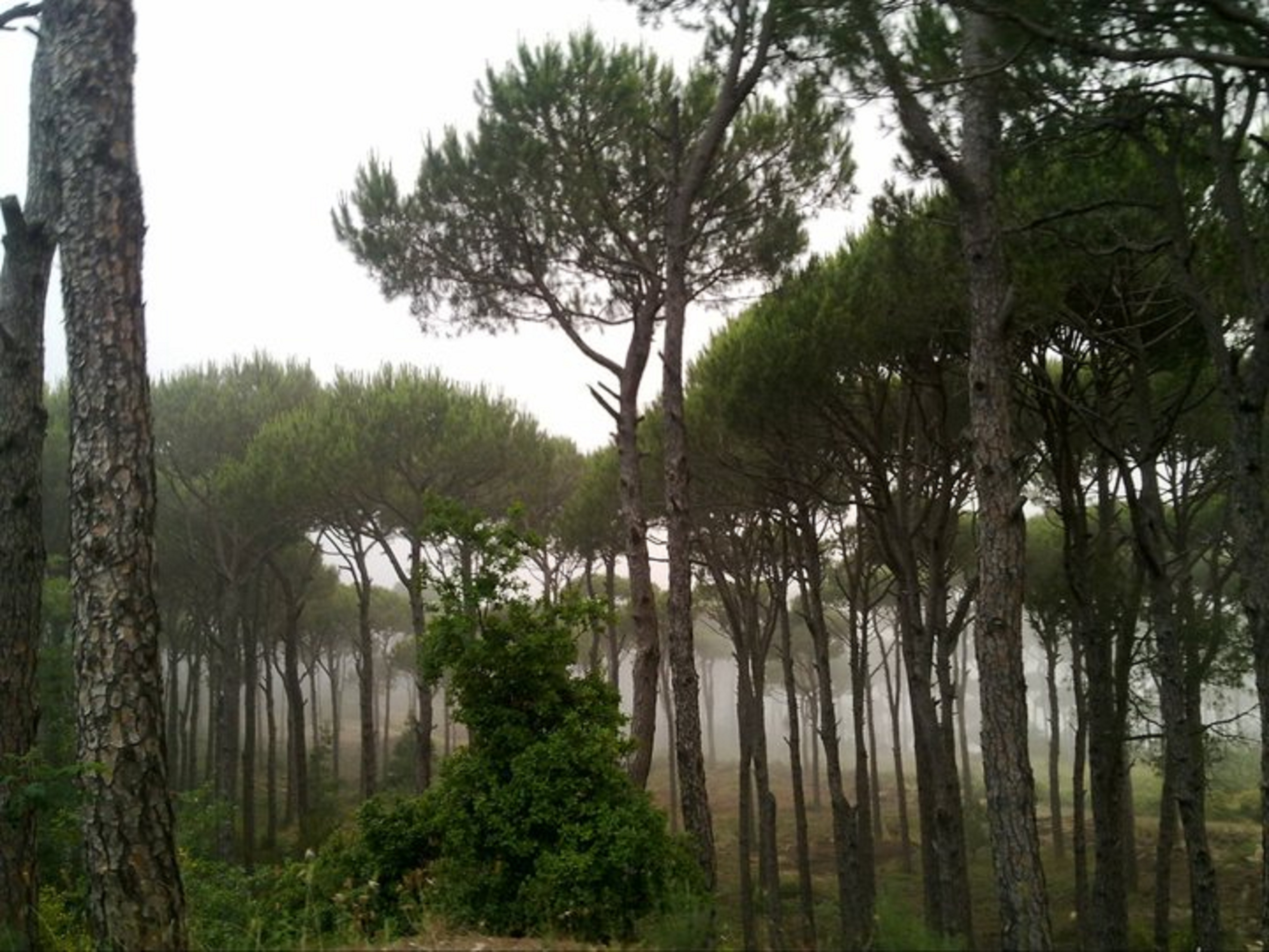
R'as Al-Matn Pinienwald im Distrikt Baabda

## Bevölkerung
Die Einwohner des Distriktes Baabda sind vorwiegend Maronitische Christen, Schiitische Muslime und Drusen. Sunnitische Muslime, Melkitische Christen und Ostorthodoxe Christen bewohnen ebenfalls die Region. Zu beachten ist, dass die Schiitische Bevölkerung Baabdas nahezu ausschließlich die Küste, die den südlichen Vorort von Beirut „Dahieh“ bildet, bewohnen. Die drusischen Gemeinden sind historisch weiter Inlands in den Bergen.
Baabda ernennt sechs Parlamentsabgeordnete. Drei von diesen sind Maronitische Katholiken, zwei Schiitische Muslime und einer Druse.

## Umwelt und Ausgrabungen
In den Wäldern des Distriktes wurde wiederholt Bernstein entdeckt. Darunter 120 Millionen Jahre alte Exemplare, die die ältesten entdeckten Eidechsen namens „Baabdasaurus“ enthüllen, sowie einige Insektenarten.

## Cities and towns
- Abadieh
- Ain el Remmaneh
- Araya
- Arbiniyeh
- Baabda
- Baalchmay
- Betchay
- Bmariam
- Btekhnay
- Burj el Barajneh
- Chebanieh
- Chiyah
- Falougha
- Jouar el-Haouz
- Furn el Chebbak
- Ghobeiry
- Hadath
- Hammana
- Haret Hreik
- Haret el Sitt
- Hazmieh
- Hlaliyeh
- Jamhour
- Kfarshima
- Kfar Selouane
- Khraybeh
- Knaisseh
- Kortada
- Krayyeh
- Ksaibe
- Laylakeh
- Qalaa
- Qarnayel
- Ras el-Matn
- Sebnay
- Tarchich
- Tohwita
- Wadi Chahrour
- Yarze
- Qoubbei